# Gheorghe Secară
Gheorghe Secară (n. 5 octombrie 1933) este un fost senator român în legislatura 1992-1996 ales în județul Brașov pe listele partidului PUNR. Gheorghe Secară a fost ales deputat în legislatura 1996-2000  în județul Brașov pe listele partidului PUNR. În cadrul activității sale parlamentare în legislatura 1996-2000, Gheorghe Secară a fost membru în grupurile parlamentare de prietenie cu Republica Filipine, Republica Columbia și Canada. Gheorghe Secară este profesor universitar la Universitatea Transilvania Brașov.  

## Legaturi externe
- Gheorghe Secară Arhivat în 22 august 2016, la Wayback Machine. la cdep.ro